# Callet
El callet, o calleu, és una varietat de cep negra, poc vigorosa i molt fructífera, per bé que de tendència anyívola, originària de Felanitx i cultivada a les denominacions d'origen mallorquines DO Pla i Llevant i DO Binissalem. El raïm de cep callet, és menut, i de grans ovoides durs, grossos i atapeïts.
El callet produeix un vi d'uns 12,5° com a màxim, de poc cos i escassa intensitat colorant, excepte en casos excepcionals on baixes produccions, terroir adequat i vinyes velles arriba a produir vins excepcionals. En qualsevol cas, presenta una aroma peculiar molt interessant a nivell enològic. Barrejat amb altres varietats tolera bé la fusta i l'envelliment.
Punts forts: Aroma molt interessant, tolera molt bé la sequera i resisteix bastant el mildiu.
Febleses: Escàs color (precisa una forta verema en verd) i acidesa mitjana baixa. En tenir el gra compacte pot presentar problemes de botritis.